# 开元释教录
《开元释教录》，二十卷。唐代智昇编于开元十八年（730）。又名开元录、开元目录、智昇錄。收于《大正藏》第五十五册，是一部佛教典籍的目录学著作。

## 内容
本书内容分两大部分：一为总录，即总括群经录，二为别录，即分别乘藏录。
一、总录。以译人为主，分19个朝代译出的经籍记录。第一卷后汉、魏两录，第二卷吴、西晋两录，第三卷东晋、苻秦两录，第四卷姚秦、西秦、前凉、北凉四录，第五卷刘宋录，第六卷齐、梁、元魏、高齐四录，第七卷北周、陈、隋三录，第八、九两卷唐录。每录都先记朝代、都城、帝系、年号、译家（兼及著作家）人数，所译（兼及所撰集）的典籍部数卷数，并注明存缺。然后再按译人（及撰人）详细记载所译（和所撰集）的典籍、名题、卷数、译时、译地、笔受润文者、单重译等，及各人小传，19代一共有176人。还列有失译的经，附在每一朝代录之末。
总录末卷即第十卷，载历代佛经目录，分两类：一为古目录，从《古经录》至《众经都录》共25家，依费长房《历代三宝纪》、释道宣《大唐内典录》两录仅列各古录名目。二为新目录，从《众经别录》至《大唐内典录》共16家，详述内容，重要的还略加批评，指出其缺点。
二、别录。以经典为主，分七类：
（一）《有译有本录》（附失译有本），从卷十一至十三，共3卷。其中包括三录：（1）《菩萨三藏录》，包括菩萨契经藏（即大乘经藏）、菩萨调伏藏（即大乘律藏）和菩萨对法藏（即大乘论藏）；（2）《声闻三藏录》，包括声闻契经藏（即小乘经藏）、声闻调伏藏（即小乘律藏）和声闻对法藏（即小乘论藏）；（3）《圣贤传记录》，包括赞佛、明法、僧行、护法、外宗五类的撰集，而以梵本翻译者置前，中国撰述者置后。三大类共计1124部，5048卷。
（二）《有译无本录》（附失译缺本），卷十四、十五，2卷。这是大小乘三藏经典及圣贤集传名存本阙的目录，此录的分类法也和前一录相同。合计1148部，1980卷。
（三）《支派别行录》，卷十六，1卷。这是从大部中抄出一向单独流行的大小乘三藏经典及圣贤集传的目录。合计682部，812卷。
（四）《删略繁重录》，卷十七上半卷。这是各经录里同本异名或广中略出误为别种，而实际应该删去的各书目录。共147部，408卷。分为四类：（1）《新括出别生经》，即从大部译典中抄出而旧录误为独立翻译的；（2）《新括出名异文同经》，即异名同本的经典而旧录误为是别本的；（3）《新括出重上录经》，同一本经而旧录数处重出的；（4）《新括出合入大部经》，合部和零本重出的。
（五）《补阙拾遗录》，卷十七下半卷。凡旧录（主要是《大周录》）阙载或新译未及入藏的，今都另为目录（这些书并都编入现定入藏录）。共306部，1111卷，按照旧译大乘经律论、小乘经律及贤圣集传，新译大乘经律论、小乘经律及贤圣集传，戒律羯磨，此方撰集传记的次第分别编录。
（六）《疑惑再详录》，卷十八上半卷。记载真伪可疑尚待考定的经典，共14部，19卷。
（七）《伪妄乱真录》，卷十八下半卷。记录后人随意编造伪撰的经典，共392部，1055卷。分为十三类：（1）《开元释教录》新编的伪经，这一类以前诸录均未记载，是智昇新加搜集的；（2）苻秦释道安《综理众经目录》中的伪经；（3）梁释僧祐《出三藏记集》中的伪经；（4）萧齐释道备伪撰经；（5）萧齐僧法尼诵出经；（6）元魏孙敬德梦授经；（7）梁沙门妙光伪造经；（8）隋《开皇众经录》中的伪经；（9）隋《仁寿众经录》中的伪经；（10）《大唐内典录》中的伪经；（11《大周刊定众经目录》中的伪经；（12隋沙门信行的《三阶集录》；（13各种名滥真经或杂揉异义的伪抄经。
卷十九为大乘经律论入藏录，卷二十为小乘经律论及贤圣集传入藏录，以上入藏的总计1076部，5048卷（这和《有译有本录》内容相同，但计部数有异），分480帙。
总别二录的内容，大略如上。总录完全依照僧祐《出三藏记集》、《历代三宝纪》历代录，以及《大唐内典录》的《历代众经传译所从录》，第十卷仿照《大唐内典录》的《历代所出众经录目》而作，并无创例。惟别录中分类最详，创例颇多，为本书的精彩部分。

## 意义
在现存许多佛教經錄之中，以《开元释教录》最为精详。历代大藏经也多以《开元释教录》入藏录为依据。